# پاریس آیلند، کارولینای جنوبی
پاریس آیلند، کارولینای جنوبی (به انگلیسی: Parris Island, South Carolina) یک شهرک در ایالات متحده آمریکا است که در شهرستان بیوفورت، کارولینای جنوبی واقع شده‌است.

## خصوصیات
پاریس آیلند ۵۰٫۸ کیلومترمربع مساحت و ۴٬۸۴۱ نفر جمعیت دارد.